# فول أوت 4
فول أوت 4 (بالإنجليزية: Fallout 4)‏ هي لعبة فيديو من نوع أكشن تقمص الأدوار، صدرت بتاريخ 10 نوفمبر 2015، وهي متوفرة على أجهزة ويندوز وبلاي ستيشن 4 وإكس بوكس ون. اللعبة من تطوير بيثيسدا غيم ستوديوز ومن نشر بيثيسدا سوفت ووركس.

## القصة
تدور أحداث هذا الجزء من سلسلة فول اوت في مدينة بوسطن بعد 200 سنة من حرب نووية حدثت في عام 2077، وهو تقريباً نفس الوقت الزمني الذي جرت فيه أحداث الجزء الثالث، تسببت هذه الحرب بتغير جذري للأرض حيث ظهرت كائنات غريبة بسبب التفاعل الذي حدث مع الإشعاع النووي، ويبدأ اللاعب قصته في مخبئ تحت الأرض يطلق عليه اسم (Vault) مثل الأجزاء السابقة للسلسلة.
ولكن الجديد هنا هو أن أحداث القصة ستبدأ في اليوم الذي سقطت فيه القنبلة النووية على المدينة وتحديداً في 23 أكتوبر 2077 وليس بعدها مثل الأجزاء السابقة، ومن ثم سيختبئ السكان في عدة مخابئ تحت الأرض ومنهم (Vault 111) الذي سيخرج اللاعب منه بعد مضي 200 سنة كالناجي الوحيد ويبدأ بالبحث عن ابنه الذي تم اختطافه من قبل المعهد (Institute) و يبدأ في اسكتشاف العالم مابعد الكارثة النوويه واكتشاف ملاجئ اخري مصنعة من شركه Vault-tec حيث ان الشركة كانت تبيع الملاجئ النوويه علي انها الأمل الوحيد للبشريه من الإشعاع والأخطار فوق الأرض لكن فعليا الشركة كانت تقوم بإجراء تجارب سريى علي البشر داخل الملاجئ وكل ملجئ كان له تجربه مميزة عن غيره.

## الشخصيات
هناك العديد من الشخصيات التي يمكن لها مرافقة اللاعب، لكن يجب علي اللاعب مقابلة ست منها علي الأقل وهي:

### شخصيات أساسية
- دوج ميت: كلب راعي ألماني، وهو الرفيق الإلزامي الوحيد.
- كودزورث (ستيفن راسل): الخادم الآلي للناجي الوحيد.
- ديكون (ريان ألوزيو): عميل تابع للريل رود (The Railroad).
- جون هانكوكك (داني شيوجو): عمدة جود نيبور.
- نيك فالنتاين (ستيفن راسل): محقق مُصنّع.
- بيبر رايت (كورتني فورد): صحفية بطشاء.
- برستون جارفي (جون جينتري): قائد المينيت مين (The Minutemen).

### شخصيات اختيارية
- كيت (كيتي تاونسيند): محاربة قفص أيرلندية.
- كيوري (سوفي بيترو كورتينا): عالمة آلية تحولت إلي إنسان صناعي.
- دانس (بيتر جيسوب): بالادن لدي أخوية الصلب (The Brotherhood Of Steel).
- مكريدي (ماثيو ميرسر): مرتزقة.
- سترونج (شون شيميل): مسخ خارق متعاطف مع البشر.
- X6-88 (ديفيد بالوك): صياد بشر مُصنّع تابع للمعهد (The Institute).[6]

يمكن للاعب إقامة علاقة رومانسية مع سبع شخصيات عند الوصول إلي أعلي درجة تجانس معهم وهم: كيت، وكيوري، ودانس، وهانكوك، ومكريدي، وبيبر، وبرستون.

## الجماعات
توجد أربع جماعات أساسية في اللعبة وهي:
- المينيت مين (The Minutemen): ميليشيا مدنية تتكون من متطوعين من التجمعات السكنية الراغبة في الدفاع عن نفسها من الأخطار الخارجية.
- الريل رود (سكة الحديد The Railroad): جماعة سرية مركزها تحت الأرض وتعمل علي تحرير البشر المصنعين من الإنستيتيوت.
- البراذرهود أوف ستيل (أخوية الصلب The Brotherhood Of Steel): جماعة شبه عسكرية من بقايا الجيش الأمريكي تكرث نفسها إلي جمع القطع التكنولوجية القيمة المتبقية بعد الحرب.
- الإنستيتيوت (المعهد The Institute): منظمة علمية ظهرت من بقايا معهد الكومونويلث للتكنولوجيا قادرة علي خلق بشر مصنعين يصعب تفريقهم من البشر الحقيقيين، وتتراوج عنهم العديد الإشاعات والمخاوف نتيجة لطبيعتهم السرية.

## المحتوى الإضافي
| الاسم                                     | الصورة | الوصف | تاريخ النشر     |
| ----------------------------------------- | ------ | --- | --------------- |
| أوتوماترون (Automatron)                   |        | يسمح للاعب بصنع رفيق آلي خاص به باستخدام أجزاء آلية مع إضافة مهام جديدة. | (22 مارس 2016)  |
| وايستلاند وركشوب (Wasteland Workshop)     |        | يضيف إلي بناء التجمعات السكنية عبر إضافة اختيارات بناء جديدة مع إعطاء اللاعب القدرة علي أسر الوحوش أو البشر في أقفاص، وإضافة زينة جديدة مثل أضواء وأحرف نيون.                                                                    | (12 أبريل 2016) |
| فار هاربور (Far Harbor)                   |        | توسيع للقصة تقع أحداثة في مدينة فار هاربور، مين ما بعد الحرب. | (19 مايو 2016)  |
| كونترابشنس وركشوب (Contraptions Workshop) |        | تضيف اختيارات بناء جديدة. | (21 يونيو 2016) |
| فولت تيك وركشوب (Vault-Tec Workshop)      |        | يضيف مهام جديدة بجانب التوسيع علي خاصية بناء التجمعات السكنية. | (26 يوليو 2016) |
| نوكا ورلد (Nuka-World)                    |        | تضيف مدينة ترفيهية متاحة لاكتشاف اللاعب، وحيث يمكن للاعب دعم أو القضاء علي جماعات مختلفة من الـ Raiders، وإذا اختار اللاعب الانضمام إلي إحداهن فسيبدأ في مساعدتهم في الاستيلاء علي تجمعات سكنية عديدة موجودة في اللعبة الأساسية. | (30 أغسطس 2016) |

## الاستقبال
| استقبال |                                        |
| --- | -------------------------------------- |
| الدرجات الإجمالية المجموع نقاط غيم رانكينغز (XONE) 89.07% [ 15 ] (PS4) 88.49% [ 16 ] (PC) 85.67% [ 17 ] ميتاكريتيك (XONE) 88/100 [ 18 ] (PS4) 87/100 [ 19 ] (PC) 84/100 [ 20 ] نتائج المراجعة نشرة نقاط دستركتويد 7.5/10 [ 21 ] إلكترونك غيمينغ مونثلي 9/10 [ 22 ] غيم إنفورمر 9/10 [ 23 ] غيم ريفولوشن [ 24 ] غيم سبوت 9/10 [ 25 ] غيمز رادار [ 26 ] غيم تريلرز 9/10 [ 27 ] جاينت بومب (PC) [ 28 ] (Consoles) [ 29 ] آي جي إن 9.5/10 [ 30 ] بي سي غيمر (الولايات المتحدة) 88/100 [ 31 ] بوليغون 9.5/10 [ 32 ] فيديو غيمر.كوم 9/10 [ 33 ] |                                        |
| الدرجات الإجمالية |                                        |
| المجموع | نقاط                                   |
| غيم رانكينغز | (XONE) 89.07% (PS4) 88.49% (PC) 85.67% |
| ميتاكريتيك | (XONE) 88/100 (PS4) 87/100 (PC) 84/100 |
| نتائج المراجعة |                                        |
| نشرة | نقاط                                   |
| دستركتويد | 7.5/10                                 |
| إلكترونك غيمينغ مونثلي | 9/10                                   |
| غيم إنفورمر | 9/10                                   |
| غيم ريفولوشن | [ 24 ]                                 |
| غيم سبوت | 9/10                                   |
| غيمز رادار | [ 26 ]                                 |
| غيم تريلرز | 9/10                                   |
| جاينت بومب | (PC) (Consoles)                        |
| آي جي إن | 9.5/10                                 |
| بي سي غيمر (الولايات المتحدة) | 88/100                                 |
| بوليغون | 9.5/10                                 |
| فيديو غيمر.كوم | 9/10                                   |

### الجوائز
| قائمة الجوائز والترشيحات | قائمة الجوائز والترشيحات    | قائمة الجوائز والترشيحات | قائمة الجوائز والترشيحات |
| الجائزة                  | فئة                         | نتيجة                    | مرجع.                    |
| ------------------------ | --------------------------- | ------------------------ | ------------------------ |
| جوائز اللعبة 2015        | لعبة السنة                  | رُشِّح                      | [ 34 ]                   |
| جوائز اللعبة 2015        | أفضل سجل/تسجيل صوتي         | رُشِّح                      | [ 34 ]                   |
| جوائز اللعبة 2015        | أفضل دور في لعبة            | رُشِّح                      | [ 34 ]                   |
| جائزة بافتا لأفضل لعبة   | لعبة السنة                  | فوز                      | [ 35 ]                   |
| D.I.C.E. جوائز           | لعبة السنة                  | فوز                      | [ 36 ]                   |
| D.I.C.E. جوائز           | إنجاز فائق في إخراج الألعاب | فوز                      | [ 37 ]                   |
| D.I.C.E. جوائز           | أفضل لعبة تقمص أدوار للسنة  | فوز                      | [ 38 ]                   |
| D.I.C.E. جوائز           | إنجاز فائق في تصميم الألعاب | رُشِّح                      | [ 39 ]                   |
| D.I.C.E. جوائز           | إنجاز فائق في القصة         | رُشِّح                      | [ 40 ]                   |

## وصلات خارجية
- الموقع الرسمي
- فول أوت 4 على موقع IMDb (الإنجليزية)